# Lorenzo Sommariva
Lorenzo Sommariva (Génova, 5 de agosto de 1993) es un deportista italiano que compite en snowboard. Ganó una medalla de plata en el Campeonato Mundial de Snowboard de 2021, en la prueba de campo a través por equipo mixto.

## Medallero internacional
| Campeonato Mundial | Campeonato Mundial  | Campeonato Mundial | Campeonato Mundial              |
| Año                | Lugar               | Medalla            | Competición                     |
| ------------------ | ------------------- | ------------------ | ------------------------------- |
| 2021               | Idre Fjäll (Suecia) | Medalla de plata   | Campo a través por equipo mixto |